# 藤井七重
藤井 七重（ふじい ななえ、1963年5月2日 - ）は、日本の元女子バスケットボール選手である。東京都出身。
全日本メンバーとして1983年の世界選手権に出場した。